# Partita pour flûte seule
La partita pour flûte traversière seule (ou Sonate suivant les éditions) en la mineur BWV 1013 de Jean-Sébastien Bach, seule œuvre pour cet instrument sans accompagnement de ce compositeur, a été éditée une première fois en 1917 d'après un manuscrit du XVIIIe siècle Solo pour une flûte traverso par Jean-Sébastien Bach, mais nous n'avons pas d'indication sur les circonstances de sa composition.  
Elle aurait probablement été composée à Köthen entre 1722 et 1723. 
La partita est composée de 4 mouvements :
- Allemande,
- Courante,
- Sarabande,
- Bourrée anglaise.

L'Allemande est un mouvement perpétuel en doubles croches, principalement succession d'arpèges, qui s'apparente à certains mouvements des suites pour violon ou  violoncelle seul, notamment au prélude  de la suite no 1 des Suites pour violoncelle seul (Bach) en formant une polyphonie virtuelle.
Le thème de l'allemande est repris par MC Fioti dans Bum Bum Tam Tam.